# Provincia de Nyland y Tavastehus

Provincia de Nyland y Tavastehus (número 2) en Finlandia.

Nyland y Tavastehus (en sueco: Nylands och Tavastehus län, en finés: Uudenmaan ja Hämeen lääni) fue una provincia del Imperio sueco en Finlandia desde 1634 hasta 1809.
En 1775, toda la parte norte de la provincia (luego región de Finlandia Central) fue transferida a la nueva provincia de Vaasa. También se agregó una parte de la provincia histórica de Satakunta a la provincia de Nyland y Tavastehus desde la provincia de Åbo y Björneborg, mientras que Hollola Superior fue transferido a la nueva provincia de Kymmenegård.
Por el tratado de Fredrikshamn de 1809, Suecia cedió todos sus territorios en Finlandia al este del río Torne a Rusia. La provincia siguió existiendo como parte del nuevo Gran Ducado de Finlandia hasta 1831, cuando se dividió en las provincias de Tavastia y de Uusimaa.

## Gobernadores
- Arvid Göransson Horn af Kanckas (1634-1640
- Arvid Göransson Horn af Kanckas (1640-1648, de Tavastehus)
- Reinhold Mettstake 1640-1642, de Nyland)
- Jacob Uggla (1642-1648, de Nyland)
- Erik Andersson Oxe (1648-1652)
- Ernst Johan Greutz (1652-1666)
- Udde Knutsson Ödell (1666-1668)
- Axel Eriksson Stålarm (1668-1678)
- Axel Rosenhane (1678-1685)
- Jonas Klingstedt (1685-1687)
- Karl Bonde (1687-1695)
- Mårten Lindhielm (1695-1696)
- Abraham Cronhjort (1696-1703)
- Johan Creutz (1703-1719)
- Por Stierncrantz (1719-1737)
- Axel Erik Gyllenstierna af Lundholm (1737-1746)
- Gustaf Samuel Gylleborg (1746-1756)
- Anders Johan Nordenskjöld (1756-1761)
- Hans Erik Boije af Gennäs (1761-1772)
- Carl Ribbing af Koberg (1773)
- Anders Henrik Ramsay (1774-1776)
- Anders de Bruce (1777-1786)
- Carl Gustaf Armfelt (1787-1788)
- Johan Henrik Munck (1790-1809)
- Gustaf Fredrik Stiernwall (1810-1815)
- Gustaf Hjärne (1816-1828)
- Carl Klick (1828-1831)

- Datos: Q3269810
- Multimedia: Nyland and Tavastehus County / Q3269810